# بلندی‌های ترامپ
«بلندی های ترامپ» (عبری: Ramat Trump‎، «رامت ترامپ») یک برنامه ریزی عربی  شهرک سازی در بلندی های جولان جولان، اسرائیل است که خاک سوریه را اشغال می کند. شهرک سازی به نام دونالد ترامپ رئیس جمهور ایالات متحده آمریکا.
جامعهٔ بین‌الملل شهرک‌های اسرائیلی در بلندی‌های جولان را براساس حقوق بین‌المللی غیرقانونی می‌داند، اما دولت اسرائیل مخالف این مسئله می‌باشد.